# كرسول جبلي
كرسول جبلي (الاسم العلمي:Crassula montana) هو نوع نباتي يتبع جنس الكرسول من فصيلة الكرسولية.